# Alan Davidson (futbolista escocès)
Alan Davidson   (Airdrie, 17 d'abril de 1960) és un antic porter de futbol escocès. Davidson és fill de l'exàrbitre de la FIFA, Bob Davidson.
Davidson va jugar el seu futbol juvenil amb el Royal Albert fins al juny de 1979, abans d'incorporar-se al Celtic per a l'inici de la temporada 1979-80. Davidson va jugar als equips de reserva i juvenil durant la seva temporada al Celtic Park. Es va tornar a unir al Royal Albert la temporada 1980–81.
Davidson va fitxar pels Airdrieonians al començament de la temporada 1981-82, on va jugar 10 partits del primer equip. Els Airdrieonians van acabar a la zona de descens de la Premier League escocesa al final d'aquesta temporada i van baixar de categoria.
Davidson va fitxar per la primera vegada al Queen of the South al començament de la temporada 1982–83 i es va quedar per sis temporades abans de fitxar pel club australià Floreat Athena per a la temporada 1988–89. Davidson va tornar al començament de la temporada 1989–90 i es va quedar cinc altres temporades. En els seus dos períodes amb el club, Davidson va fer un total de 364 aparicions al primer equip (312 lligues i 52 copes) i és el 10è lloc més alt de la llista d'aparicions del club. Davidson va jugar més d'una dècada amb la Reina del Sud durant els seus dos períodes al club de futbol.
Davidson és descrit com un dels servidors de club més llargs de la Reina del Sud durant la dècada dels anys vuitanta, juntament amb Jimmy Robertson i George Cloy. Els excompanys d'equip Ted McMinn i Tommy Bryce van incloure a Davidson entre els millors jugadors que van jugar al Queens. Barry Nicholson va incloure a Davidson entre els seus jugadors favorits quan va ser entrevistat durant la seva infància com a partidari del Queens.
Davidson va fitxar pel club australià Floreat Athena per a la temporada 1988–89, abans de tornar de Perth, Austràlia Occidental per al seu segon encanteri a Palmerston Park.
Després de deixar la Reina del Sud, Davidson va tenir un breu període amb el club de futbol nord-irlandès Ards FC abans de fitxar per l'Albion Rovers al començament de la temporada 1994-95. Davidson va romandre a Cliftonhill durant tres temporades, jugant 22 partits de lliga, abans de jugar una temporada amb roba junior Kirkintilloch Rob Roy i Armadale Thistle abans de retirar-se del joc als 39 anys.